# Tsushima (Nagasaki)
Tsushima (対馬市 Tsushima-shi?) es una ciudad situada en la prefectura de Nagasaki, Japón. Es la única ciudad de la Subprefectura de Tsushima y abarca todo el archipiélago de la isla de Tsushima, que se encuentra en el estrecho de Tsushima al norte de Nagasaki en el lado occidental de Kyushu, la isla más meridional del continente de Japón.
A partir de 2005, la ciudad tiene un estimado de 39,983 habitantes y una densidad de población de 56,42 habitantes por km². Su superficie total es de 708,61 km², el 17,3% de la superficie de la prefectura de Nagasaki.

## Geografía
La ciudad de Tsushima está situado en la isla de Tsushima y otras islas vecinas pequeñas, situadas ligeramente hacia el lado oeste del estrecho de Tsushima, al sur del mar del Japón y al noreste del mar de China Oriental. La isla también se encuentra entre la península coreana y el territorio japonés. Su costa tiene una longitud total de 915 km. La bahía de Aso, es una bahía prominente con una costa que se encuentra entre las islas. Tsushima se encuentra a unos 60 km de Iki, 138 km de la ciudad de Fukuoka, y 49,5 km de Busan, Corea del Sur.

### Islas
Varias otras islas abarcan ciudad Tsushima, además de Kamino-shima y Shimono-shima, ambas conforman las islas de Tsushima:
- Santsu-jima (三ッ島)
- Shimasan-jima (島山島)

## Flora y fauna

### Gato de Tsushima
Un animal peculiar a la isla es el Gato de Tsushima. Presente en las islas desde la antigüedad, su número ha disminuido drásticamente, y ahora está considerado como una especie en peligro. A partir de 2009, se estima que solo entre 80 y 100 animales permanecen vivos en Tsushima.

## Climático
Tsushima tiene un clima subtropical húmedo (Clasificación climática de Köppen Cfa), con veranos muy cálidos e inviernos fríos. La precipitación es importante durante todo el año, pero es mucho más pesado en verano que en invierno.
| Parámetros climáticos promedio de Izuhara, Isla Tsushima (1991–2020) | Parámetros climáticos promedio de Izuhara, Isla Tsushima (1991–2020) | Parámetros climáticos promedio de Izuhara, Isla Tsushima (1991–2020) | Parámetros climáticos promedio de Izuhara, Isla Tsushima (1991–2020) | Parámetros climáticos promedio de Izuhara, Isla Tsushima (1991–2020) | Parámetros climáticos promedio de Izuhara, Isla Tsushima (1991–2020) | Parámetros climáticos promedio de Izuhara, Isla Tsushima (1991–2020) | Parámetros climáticos promedio de Izuhara, Isla Tsushima (1991–2020) | Parámetros climáticos promedio de Izuhara, Isla Tsushima (1991–2020) | Parámetros climáticos promedio de Izuhara, Isla Tsushima (1991–2020) | Parámetros climáticos promedio de Izuhara, Isla Tsushima (1991–2020) | Parámetros climáticos promedio de Izuhara, Isla Tsushima (1991–2020) | Parámetros climáticos promedio de Izuhara, Isla Tsushima (1991–2020) | Parámetros climáticos promedio de Izuhara, Isla Tsushima (1991–2020) |
| Mes                                                                  | Ene.                                                                 | Feb.                                                                 | Mar.                                                                 | Abr.                                                                 | May.                                                                 | Jun.                                                                 | Jul.                                                                 | Ago.                                                                 | Sep.                                                                 | Oct.                                                                 | Nov.                                                                 | Dic.                                                                 | Anual                                                                |
| -------------------------------------------------------------------- | -------------------------------------------------------------------- | -------------------------------------------------------------------- | -------------------------------------------------------------------- | -------------------------------------------------------------------- | -------------------------------------------------------------------- | -------------------------------------------------------------------- | -------------------------------------------------------------------- | -------------------------------------------------------------------- | -------------------------------------------------------------------- | -------------------------------------------------------------------- | -------------------------------------------------------------------- | -------------------------------------------------------------------- | -------------------------------------------------------------------- |
| Temp. máx. abs. (°C)                                                 | 19.8                                                                 | 21.3                                                                 | 24.4                                                                 | 27.8                                                                 | 32.0                                                                 | 32.9                                                                 | 36.9                                                                 | 36.8                                                                 | 34.6                                                                 | 30.2                                                                 | 26.9                                                                 | 22.3                                                                 | 36.9                                                                 |
| Temp. máx. media (°C)                                                | 9.2                                                                  | 10.5                                                                 | 13.6                                                                 | 18.1                                                                 | 22.2                                                                 | 24.7                                                                 | 28.3                                                                 | 30.0                                                                 | 26.5                                                                 | 22.3                                                                 | 17.1                                                                 | 11.6                                                                 | 19.5                                                                 |
| Temp. media (°C)                                                     | 6.0                                                                  | 6.9                                                                  | 10.0                                                                 | 14.2                                                                 | 18.2                                                                 | 21.3                                                                 | 25.4                                                                 | 26.8                                                                 | 23.4                                                                 | 18.7                                                                 | 13.3                                                                 | 8.0                                                                  | 16                                                                   |
| Temp. mín. media (°C)                                                | 2.5                                                                  | 3.2                                                                  | 6.3                                                                  | 10.3                                                                 | 14.4                                                                 | 18.5                                                                 | 23.1                                                                 | 24.2                                                                 | 20.6                                                                 | 15.3                                                                 | 9.6                                                                  | 4.9                                                                  | 12.7                                                                 |
| Temp. mín. abs. (°C)                                                 | -7.7                                                                 | -8.6                                                                 | -5.2                                                                 | -1.3                                                                 | 4.8                                                                  | 6.2                                                                  | 12.2                                                                 | 13.6                                                                 | 8.8                                                                  | 0.7                                                                  | -2.7                                                                 | -6.4                                                                 | -8.6                                                                 |
| Precipitación total (mm)                                             | 80.1                                                                 | 94.7                                                                 | 172.3                                                                | 218.4                                                                | 241.2                                                                | 294.4                                                                | 370.5                                                                | 326.4                                                                | 235.5                                                                | 120.8                                                                | 100.6                                                                | 68.0                                                                 | 2322.9                                                               |
| Nevadas (cm)                                                         | 0                                                                    | 0                                                                    | 0                                                                    | 0                                                                    | 0                                                                    | 0                                                                    | 0                                                                    | 0                                                                    | 0                                                                    | 0                                                                    | 0                                                                    | 0                                                                    | 0                                                                    |
| Días de lluvias (≥ 1 mm)                                             | 6.4                                                                  | 6.8                                                                  | 9.0                                                                  | 9.0                                                                  | 8.2                                                                  | 10.8                                                                 | 11.6                                                                 | 10.5                                                                 | 9.0                                                                  | 5.6                                                                  | 6.6                                                                  | 6.3                                                                  | 99.8                                                                 |
| Días de nevadas (≥ 1 mm)                                             | 0.0                                                                  | 0.0                                                                  | 0.1                                                                  | 0.0                                                                  | 0.0                                                                  | 0.0                                                                  | 0.0                                                                  | 0.0                                                                  | 0.0                                                                  | 0.0                                                                  | 0.0                                                                  | 0.0                                                                  | 0.1                                                                  |
| Horas de sol                                                         | 147.6                                                                | 143.5                                                                | 161.5                                                                | 183.1                                                                | 199.2                                                                | 136.3                                                                | 136.1                                                                | 160.4                                                                | 131.1                                                                | 161.1                                                                | 149.0                                                                | 153.9                                                                | 1862.8                                                               |
| Humedad relativa (%)                                                 | 61                                                                   | 62                                                                   | 65                                                                   | 68                                                                   | 72                                                                   | 82                                                                   | 83                                                                   | 81                                                                   | 78                                                                   | 70                                                                   | 68                                                                   | 63                                                                   | 71.1                                                                 |
| Fuente n.º 1: Agencia Meteorológica de Japón                         |                                                                      |                                                                      |                                                                      |                                                                      |                                                                      |                                                                      |                                                                      |                                                                      |                                                                      |                                                                      |                                                                      |                                                                      |                                                                      |
| Fuente n.º 2: Agencia Meteorológica de Japón                         |                                                                      |                                                                      |                                                                      |                                                                      |                                                                      |                                                                      |                                                                      |                                                                      |                                                                      |                                                                      |                                                                      |                                                                      |                                                                      |

## Historia
Un decreto imperial en julio de 1899 estableció que los puertos de Izuhara, Sasuna y Shishimi fueran abiertos para el comercio con los Estados Unidos y el Reino Unido.
El 1 de abril de 1975, la aldea de Toyotama fue ascendida a la categoría de ciudad. La aldea de Mina también fue elevada a la categoría de ciudad en el año siguiente.
La moderna ciudad de Tsushima fue establecida el 1 de marzo de 2004, resultado de la fusión de las seis ciudades en la isla de Tsushima: Izuhara, Mitsushima, Toyotama (todos del distrito de Shimoagata), Mina, Kamiagata y Kamitsushima (todos del distrito de Kamiagata). Ambos distritos se disolvieron como resultado de esta fusión.

## Demografía y cultura
La población de la isla de Tsushima ha ido disminuyendo de manera significativa, como lo demuestra la disminución del 5,2% entre los años 1995 y 2000. Las familias nucleares están reemplazando las tradicionales familias extendidas, por lo tanto, se mantiene el número de hogares en una población más pequeña. la población de edad avanzada constituye casi una cuarta parte de la población, mucho más alto que el 20,8% de la prefectura de Nagasaki y el promedio nacional de 17,3%. Las tradiciones religiosas en la isla de Tsushima son similares a las del resto de Japón, con una mayoría de la población que se adhiere al budismo o sintoísmo.
| Años               | 1975  | 1980  | 1985  | 1990  | 1995  | 2000  |
| ------------------ | ----- | ----- | ----- | ----- | ----- | ----- |
| Población total    | 52472 | 50810 | 48875 | 46064 | 43513 | 41230 |
| Edad 0-14          | 14449 | 12845 | 11615 | 10050 | 8352  | 6834  |
| Edad 15-64         | 33028 | 32528 | 31376 | 29264 | 27145 | 25001 |
| Edad 65 y más años | 4995  | 5437  | 5884  | 6735  | 8016  | 9395  |
| Hogares            | 14760 | 15176 | 15232 | 15164 | 15169 | 15038 |

## Economía
Tsushima es ideal para la pesca, y muchos residentes de Tsushima trabajan como pescadores. También es famosa por su cultura de extracción de perlas. La belleza natural de las islas Tsushima asegura que hay mucho que ver y la industria del turismo es bastante importante. Las playas están llenas de turistas en el verano.

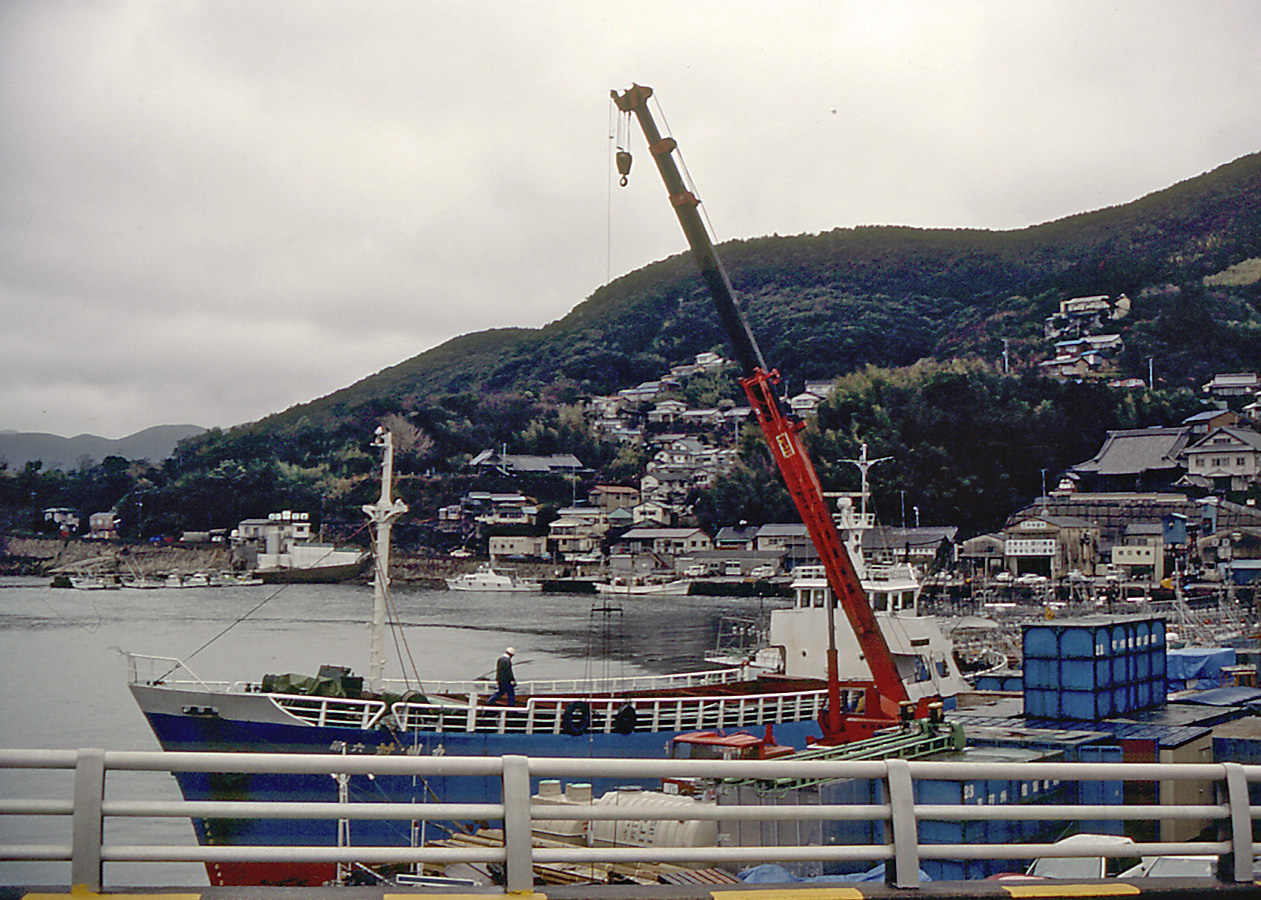
Puerto en Tsushima (1990)

### Turismo
La isla de Tsushima es conocida por su vida silvestre. Tsushima ofrece paquetes de aventura que atienden principalmente a los surcoreanos. Estos son generalmente tours guiados que consisten en practicar el senderismo y la pesca. Los paquetes de vacaciones se reservan generalmente a través de agencias de viajes de Corea del Sur. La ciudad portuaria de Izuhara (puerto de desembarque si se llega desde Busan, Corea del Sur) está formada por un puñado de modernos hoteles y restaurantes. Los precios del marisco son relativamente bajos, como la industria primaria de las islas es la pesca. La mayoría de los restaurantes tienen sus pescados y mariscos en el océano contenidos dentro de jaulas enmallados, supuestamente para mantener su frescura.

### Aeropuerto
- Aeropuerto de Tsushima (TSJ)

### Puertos
Tsushima tiene dos puertos marítimos, Izuhara y Hitakatsu. Los ferries cruzan al puerto de Hakata en Kyushu un par de veces por día. Los ferries también viajan un par de veces a la semana a Busan en Corea del Sur.

## Ciudades de hermanas
- Guam (Estados Unidos de América)
- Busan (Corea del Sur)

### Enlaces en japonés
- Mapa de Tsushima Archivado el 4 de febrero de 2012 en Wayback Machine.
- /profile/index.html Información sobre Tsushima
- Estadísticas de Tsushima
- Aeropuerto de Tsushima
- Fotos antiguas de Tsushima
- Turismo en Tsushima

### Enlaces en coreano
- Turismo en Tsushima

- Datos: Q991032
- Multimedia: Tsushima, Nagasaki / Q991032